# Strada europea E821
La strada europea E821  è una strada di classe B, il cui numero, dispari, indica una direzione nord-sud e il cui percorso si trova completamente in territorio italiano. Collega Roma con San Cesareo e interconnette le strade europee E80 e E45 seguendo, per l'intero tratto, la diramazione "Roma sud" dell'A1.

## Percorso
| E821 ROMA-SAN CESAREO |            |                  |
| Tipologia             | Tratto     | Interconnessioni |
| autostrada            | A1 dir Sud | E80, E45         |